# Ковальская, Наталья (шахматистка)
Наталья Ковальская (пол. Natalia Kowalska; 1918, Варшава — год смерти неизвестен) — польская шахматистка, участница чемпионата мира по шахматам среди женщин (1935).

## Биография
В 1935 году в Варшаве Наталья Ковальская участвовала в первом чемпионате Польши по шахматам среди женщин, в котором заняла 5-е место. Также участвовала в двух первых чемпионатах Варшавы среди женщин, в которых в 1935 году заняла 2-е место, а в 1936 году поделила 6-е — 8-е место.
В 1935 году в Варшаве Наталья Ковальская приняла участие в турнире за звание чемпионки мира по шахматам, где она поделила 9-е — 10-е место.
Нет достоверных сведении о дальнейшей судьбе шахматистки.